# Kozia Góra (przystanek kolejowy)
Kozia Góra – przystanek osobowy w Koziej Górze, w województwie warmińsko-mazurskim, w Polsce.

## Ruch pasażerski
| Rok  | Wymiana pasażerska na dobę |
| ---- | -------------------------- |
| 2017 | 20-49                      |
| 2022 | 20-49                      |